# Ga Bình Triệu
Ga Bình Triệu, nằm trên trục đường Kha Vạn Cân - Quốc lộ 13, cách cầu Bình Triệu 400 mét, là một trong những ga nhỏ trên tuyến đường sắt Bắc Nam, trực thuộc Ga Sài Gòn. Hiện nay, Ga Bình Triệu không còn sử dụng để tiếp rước hành khách nữa, thay vào đó là chỉ để tiếp chuyển hàng hoá và được sử dụng rất ít.

## Lịch sử
- Nằm ở trục đường Kha Vạn Cân, cổng chính ga cách ngã 4 QL13-KVC khoảng 200m, thuộc địa bàn khu phố 2, phường Hiệp Bình Chánh, thành phố Thủ Đức, Thành phố Hồ Chí Minh. Cách cầu Bình Triệu 1&2 400m.
- Từ năm 1975 Ga Sài Gòn(bây giờ là công viên 23-9) không sử dụng nữa, chuyển về ga Hòa Hưng. Từ 1978 đến năm 1982 Ga hàng hóa Hòa Hưng sửa chữa nâng cấp thành ga hành khách Sài Gòn, ga Bình Triệu tạm làm ga hành khách.

Hiện nay Ga Bình Triệu chủ yếu để tránh tàu chứ không còn rước, trả khách nữa, kể cả hàng hóa cũng không còn lên xuống tại ga này, ga hàng hóa chuyển ra ga Sóng Thần.